# Edgar Wright

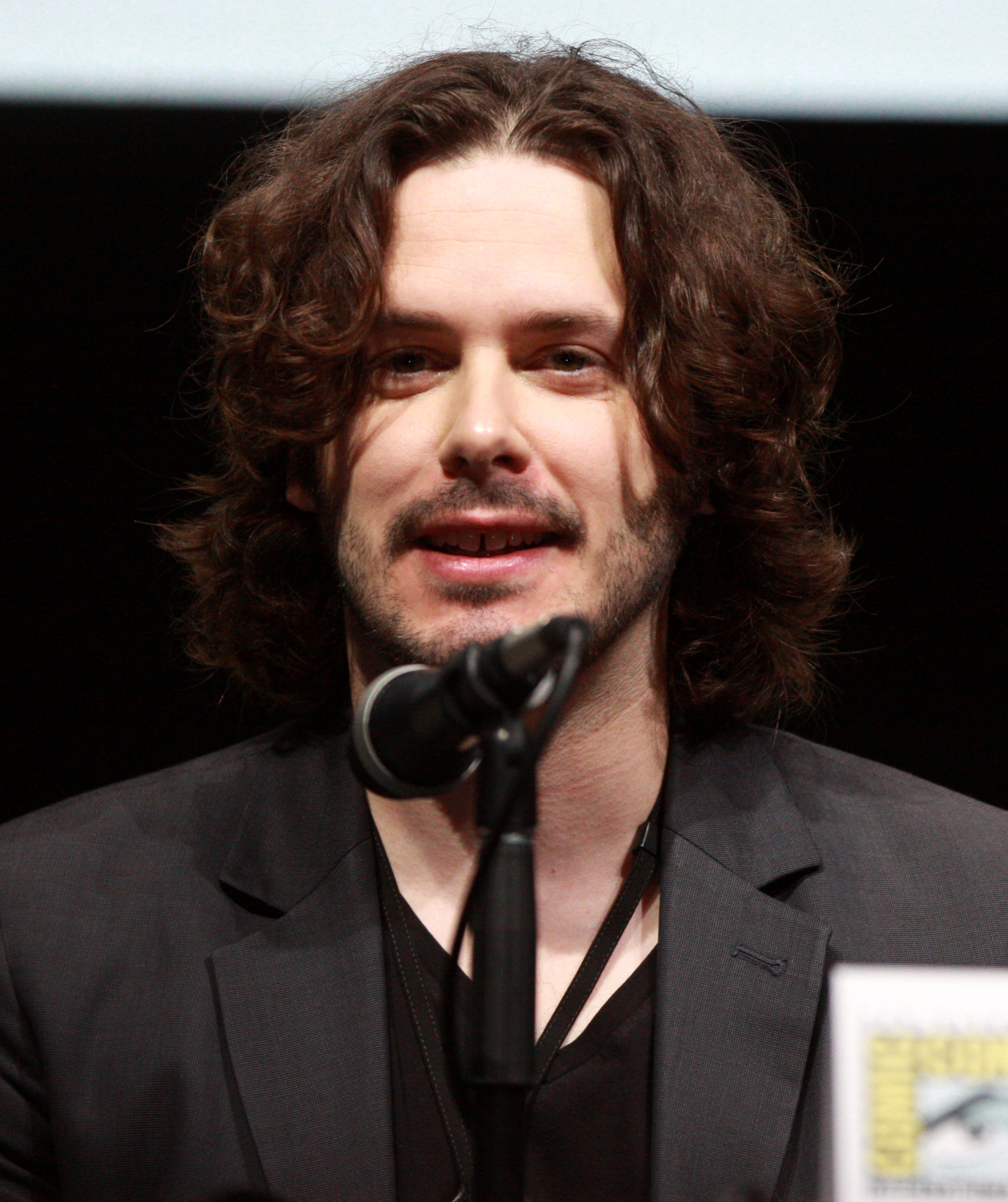
Edgar Wright v roce 2013 v San Diegu v Kalifornii

Edgar Wright (* 18. dubna 1974, Poole, Dorset, Anglie) je anglický televizní a filmový režisér, scenárista, producent a herec.
Svůj celovečerní filmový debut započal nízkorozpočtovým a nezávislým filmem Fistful of Fingers, který natočil v roce 1994. K jeho dalším filmům patří Soumrak mrtvých (2004), Jednotka příliš rychlého nasazení (2007), Scott Pilgrim proti zbytku světa (2010), U Konce světa (2013) a taky snímek Baby Driver (2017). Je spoluautorem scénáře animovaného snímku Stevena Spielberga Tintinova dobrodružství a superhrdinského filmu Ant-Man.